# Literaturjahr 1871
Liste der Literaturjahre

◄◄ | ◄ | 1867 | 1868 | 1869 | 1870 | Literaturjahr 1871 | 1872 | 1873 | 1874 | 1875 | ►►

Weitere Ereignisse
Dieser Artikel behandelt das Literaturjahr 1871.

## Ereignisse

### Prosa

#### Deutschsprachige Literatur
- Februar: Die Erzählung Der Amtschirurgus – Heimkehr von Theodor Storm erscheint in Westermanns Monatsheften, wo im Laufe des Jahres auch die Novelle Eine Halligfahrt veröffentlicht wird.
- 8. bis 18. April: In der Grazer Tagespost erscheint die Erzählung Die Harfe im Walde von Peter Rosegger.

- Paul Heyse und Hermann Kurz veröffentlichen den ersten Band des Deutschen Novellenschatzes.

#### Englischsprachige Literatur
- Weihnachten: Als Fortsetzung zu Alice in Wonderland veröffentlicht Lewis Carroll den Roman Through the Looking Glass, and What Alice Found There.

- Der schottische Pfarrer George MacDonald veröffentlicht das Kinderbuch At the Back of the North Wind (Hinter dem Nordwind).

- 1871/72: George Eliot veröffentlicht den Roman Middlemarch: A Study of Provincial Life in mehreren Folgen.

#### Französischsprachige Literatur

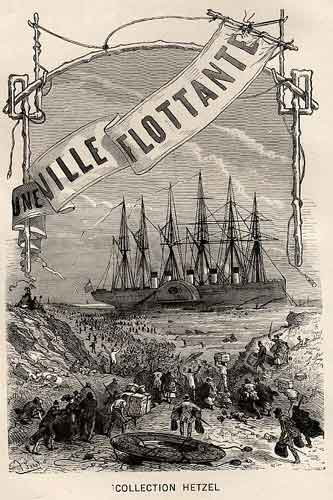
Une ville flottante, Buchillustration für die Titelseite von Jules Férat

- 17. Juli: Der Roman Une ville flottante (Eine schwimmende Stadt) von Jules Verne erscheint erstmals in Buchform zusammen mit der Kurzgeschichte Forceurs de blocus (Die Blockade-Brecher) im Verlag Pierre-Jules Hetzel in Paris. In diesem Roman mit autobiographischen Zügen schildert der technikbegeisterte Jules Verne die Überfahrt auf der von Isambard Kingdom Brunel gebauten Great Eastern in die Vereinigten Staaten, wobei er die Ereignisse ein wenig ausschmückt.
- Émile Zola veröffentlicht den Roman La Fortune des Rougon (Das Glück der Familie Rougon), den ersten Teil seines 20-bändigen Rougon-Macquart-Zyklus. Das Erscheinen des zweiten Teils La Curée (Die Beute) muss am 5. November unter dem Vorwand, er verletze die Sittlichkeit, aus politischen Gründen eingestellt werden.

### Drama
- 1. November: Die im gleichen Jahr erschienene Komödie Der Wald von Alexander Ostrowski hat ihre Uraufführung am Alexandrinski-Theater in Sankt Petersburg.

### Periodika
- 8. Jänner: In Österreich erscheint erstmals die satirische Wochenzeitschrift Die Bombe.
- 7. November: Der französische Politiker Léon Gambetta gründet die Tageszeitung La République française.

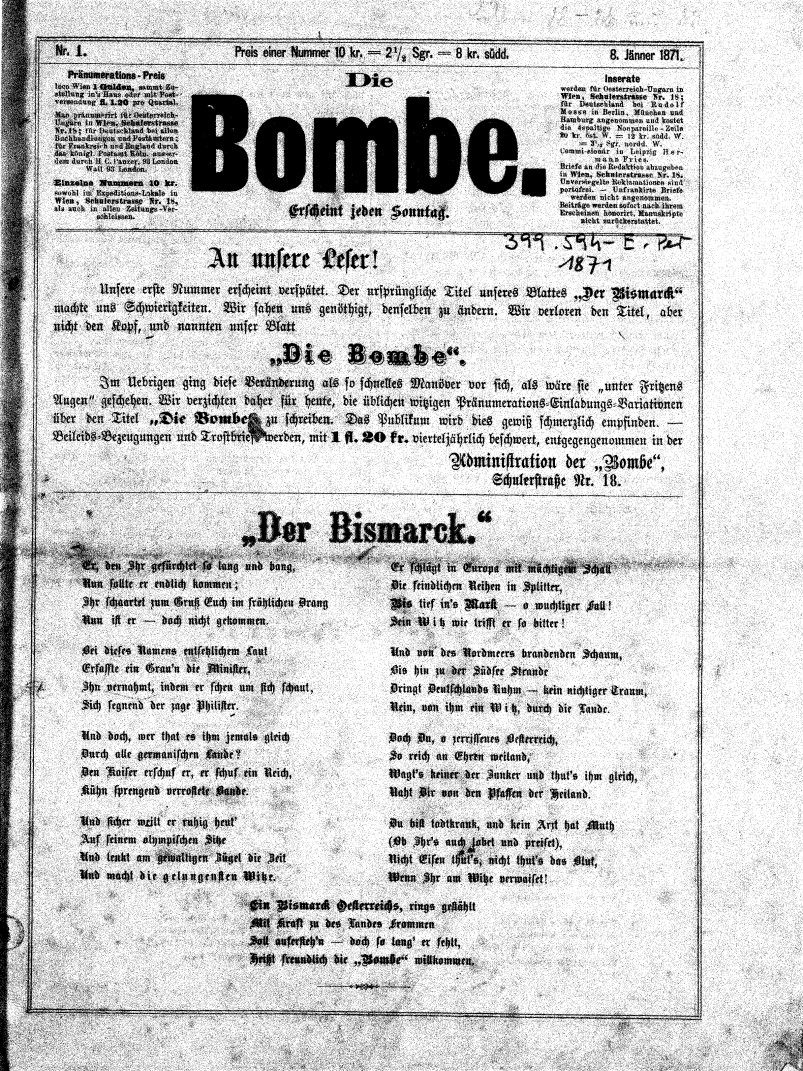
Erstausgabe der Satirezeitschrift Die Bombe, 8. Jänner
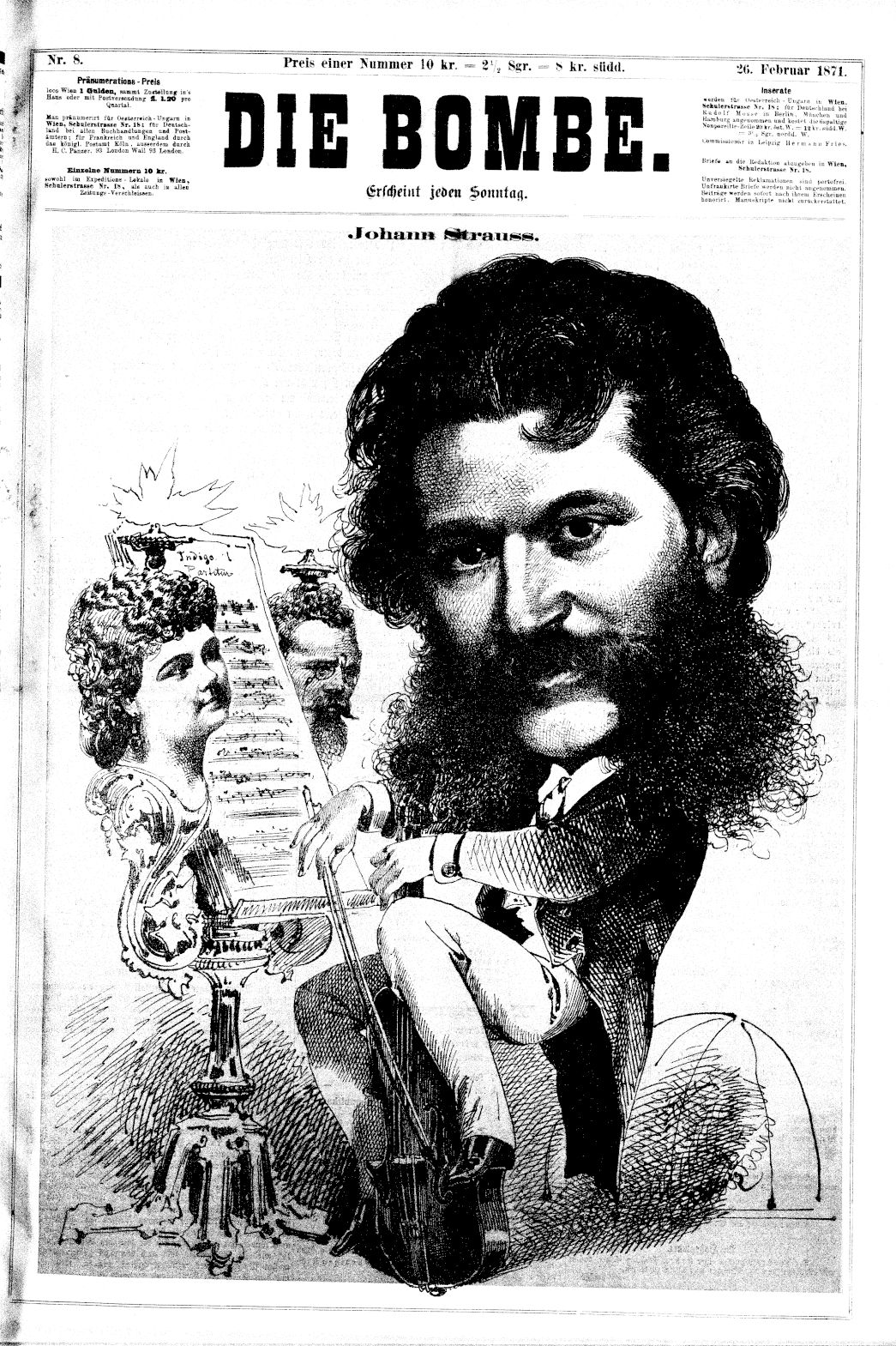
Johann Strauss in Die Bombe, 26. Februar
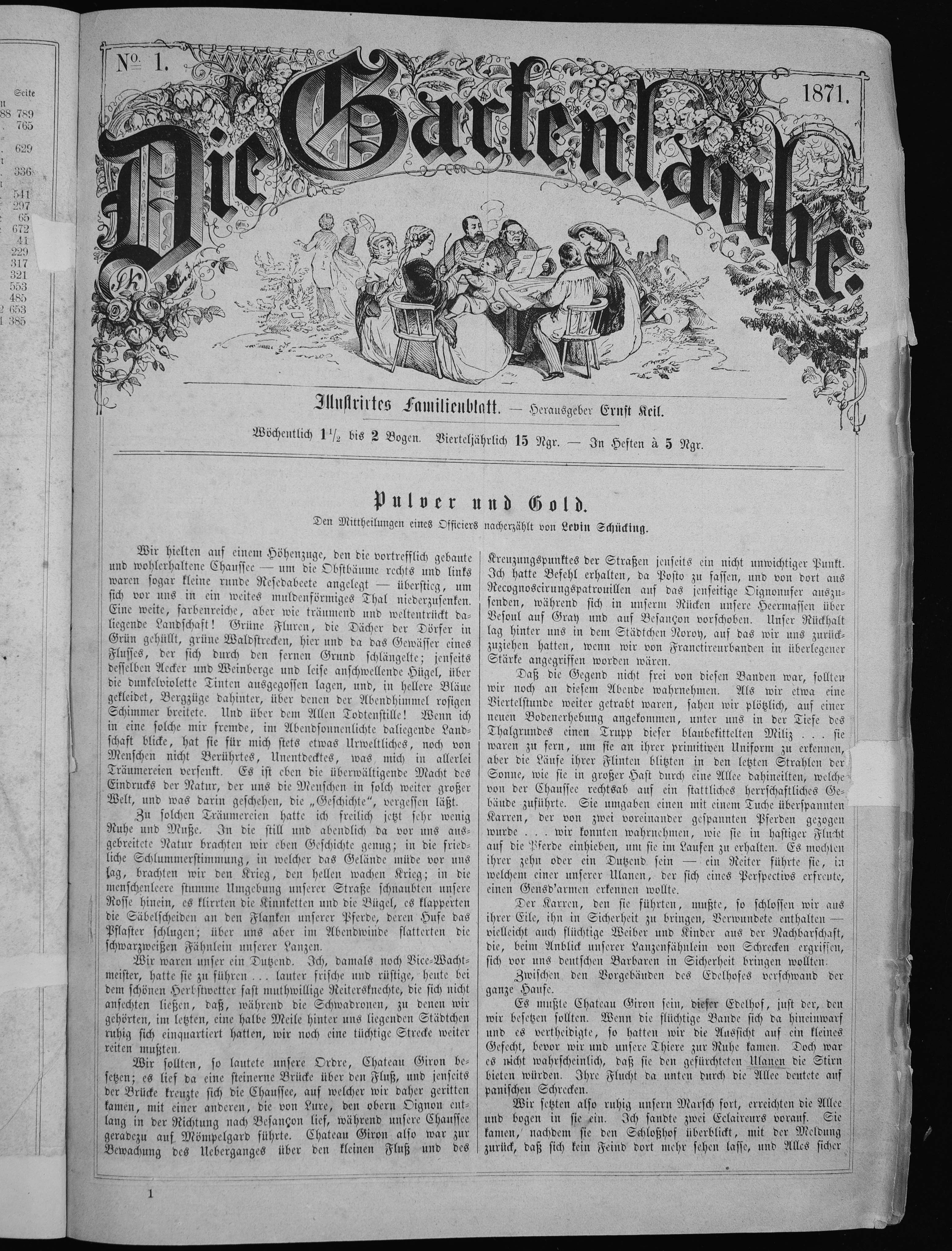
Die Gartenlaube 1871

### Wissenschaftliche Werke
- 24. Februar: Charles Darwins zweibändiges Werk The Descent of Man, and Selection in Relation to Sex (Die Abstammung des Menschen und die geschlechtliche Zuchtwahl) erscheint. Er setzt sich darin mit der Stammesgeschichte des Menschen sowie mit der sexuellen Selektion auseinander und verwendet hier zum ersten Mal in einer seiner Schriften die Bezeichnung „Evolution“. Die noch im gleichen Jahr herausgegebene deutsche Übersetzung stammt vom Zoologen Julius Victor Carus.

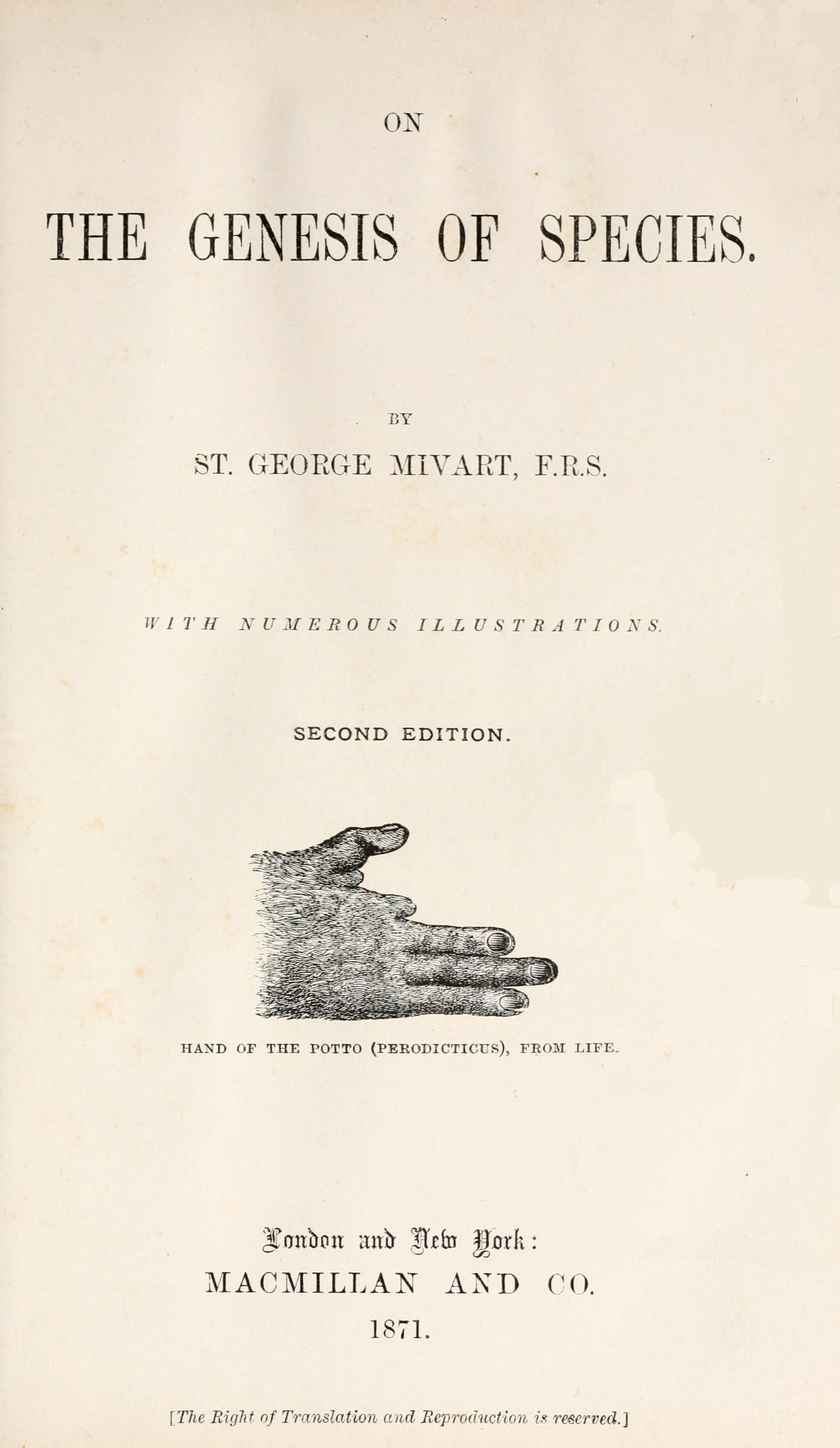
Titelseite der 2. Auflage von On the Genesis of Species

- St. George Mivart veröffentlicht The Genesis of Species, in der er die von Charles Darwin in On the Origin of Species entwickelte Evolutionstheorie bestreitet.

### Verlagswesen
- In London wird der Verlag George Allen & Sons gegründet.

## Geboren

### Erstes Halbjahr
- 10. Januar: Enrica von Handel-Mazzetti, österreichische Schriftstellerin († 1955)
- 18. Januar: Franz Blei, österreichischer Schriftsteller, Übersetzer und Literaturkritiker († 1942)
- 26. Januar: Samuel Hopkins Adams, US-amerikanischer Journalist und Schriftsteller († 1958)

- 06. Februar: Hermann Alois Mayer, deutscher Geschäftsmann, Gesundheitsforscher, Erfinder, Philosoph und Schriftsteller († 1927)
- 09. Februar: Fran Saleški Finžgar, slowenischer römisch-katholischer Priester und Schriftsteller († 1962)
- 16. Februar: Arthur Ponsonby, britischer Staatsbeamter, Politiker, Schriftsteller und Pazifist († 1946)
- 21. Februar: Paul Cassirer, deutscher Verleger und Galerist († 1926)
- 25. Februar: Lessja Ukrajinka, ukrainische Dichterin, Dramaturgin und Übersetzerin († 1913)
- 28. Februar: Shimamura Hōgetsu, japanischer Schriftsteller, Literaturkritiker und -wissenschaftler († 1918)
- 28. Februar: Takayama Chogyū, japanischer Schriftsteller († 1902)
- 09. März: Emil Rosenow, deutscher Schriftsteller († 1904)
- 19. März: Johannes Aisch, deutscher Bienenzüchter, Fachschriftsteller und Schriftleiter († 1939)
- 22. März: Franz Adam Beyerlein, deutscher Schriftsteller († 1949)
- 27. März: Heinrich Mann, deutscher Schriftsteller († 1950)

- 09. April: Fritz Gansberg, deutscher Schriftsteller, Volksschullehrer und Reformpädagoge († 1950)
- 16. April: John Millington Synge, irischer Dramatiker († 1909)
- 23. April: František Josef Čečetka, tschechischer Schriftsteller und Pädagoge († 1942)

- 04. Mai: Salomo Friedlaender, deutscher Philosoph und Schriftsteller († 1946)

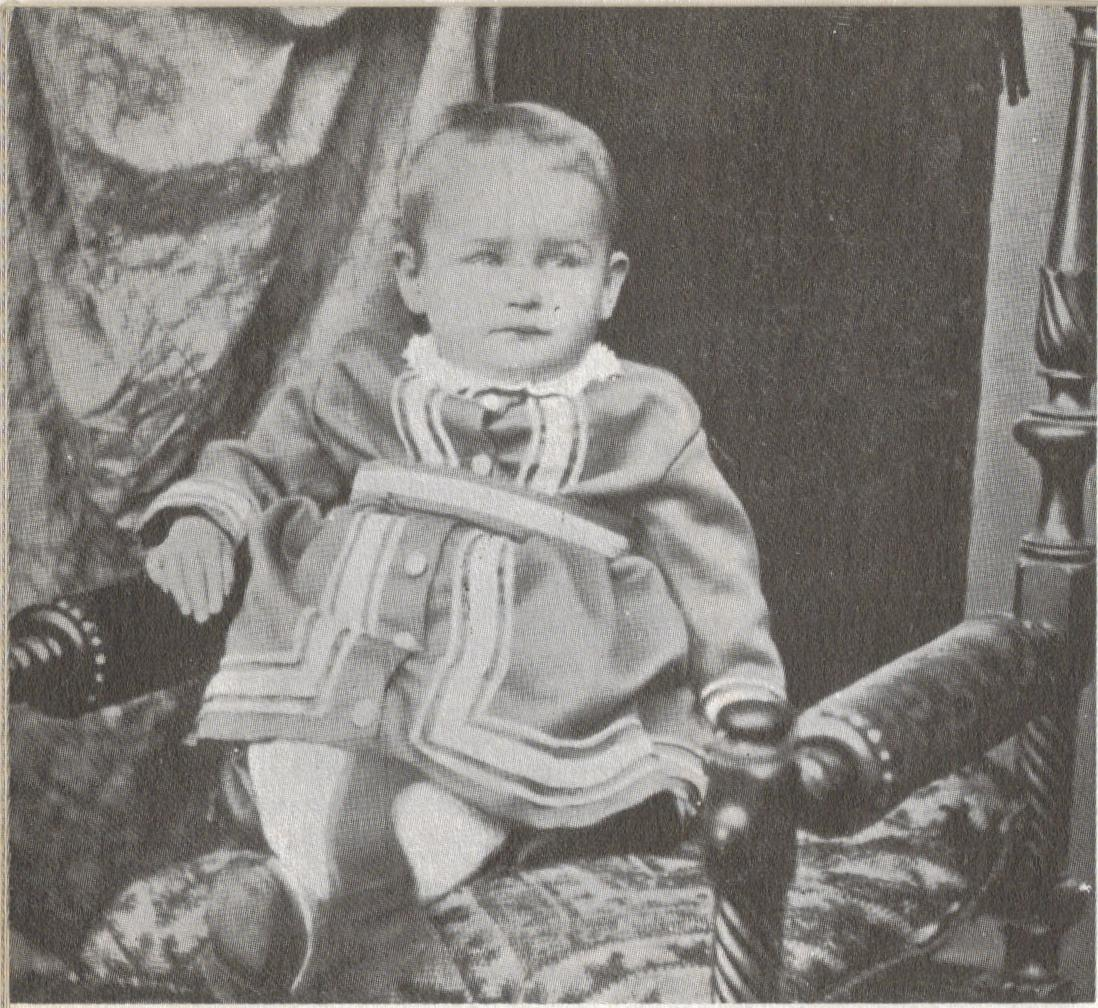
Christian Morgenstern als Kind

- 06. Mai: Christian Morgenstern, deutscher Dichter und Schriftsteller († 1914)

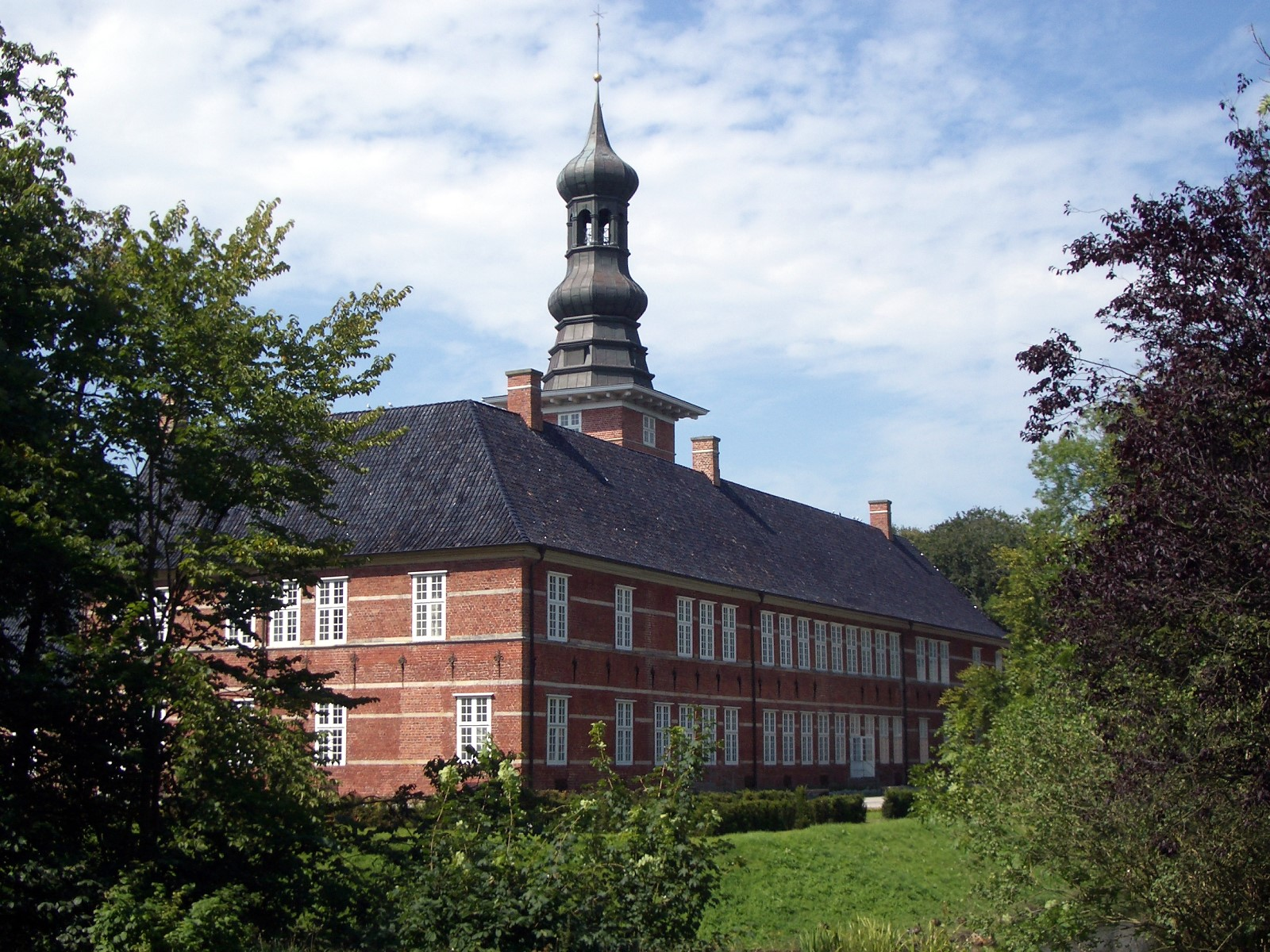
Das Schloss vor Husum, Geburtsort von Fanny zu Reventlow

- 18. Mai: Franziska zu Reventlow, deutsche Schriftstellerin, Übersetzerin und Malerin († 1918)
- 22. Juni: Arthur Wynne, britischer Redakteur, Erfinder des Kreuzworträtsels († 1945)

### Zweites Halbjahr
- 03. Juli: William Henry Davies, britischer Lyriker († 1940)
- 05. Juli: Miguel Asín Palacios, spanischer Islamwissenschaftler und Arabist († 1944)
- 10. Juli: Marcel Proust, französischer Schriftsteller, Kritiker und Intellektueller († 1922)
- 15. Juli: Kunikida Doppo, japanischer Schriftsteller († 1908)

- 03. August: Vernon Louis Parrington, US-amerikanischer Literaturwissenschaftler und Historiker († 1929)
- 21. August: Leonid Andrejew, russischer Schriftsteller († 1919)
- 27. August: Theodore Dreiser, US-amerikanischer Schriftsteller († 1945)
- 08. September: Franz Karl Ginzkey, österreichischer Dichter und Schriftsteller († 1963)
- 30. September: Jan Fabricius, niederländischer Dramatiker und Journalist († 1964)

- 05. Oktober: Anna Ahrens, niederdeutsche Heimatdichterin († 1960)
- 07. Oktober: Georg Hermann, deutscher Schriftsteller († 1943)
- 19. Oktober: Luigi Albertini, italienischer Politiker und Publizist († 1941)
- 22. Oktober: Kurt Wildhagen, deutscher sokratischer Lehrer und Herausgeber der Werke Iwan Turgenjews († 1949)
- 23. Oktober: Gjergj Fishta, albanischer Franziskaner und Dichter († 1940)
- 30. Oktober: Paul Valéry, französischer Philosoph, Essayist, Schriftsteller und Lyriker († 1945)

- 01. November: Stephen Crane, US-amerikanischer Schriftsteller († 1900)
- 02. November: Arthur Tetzlaff, deutscher Verleger († 1949)
- 03. November: Hanns Heinz Ewers, deutscher Schriftsteller und Filmemacher († 1943)
- 10. November: Winston Churchill, US-amerikanischer Schriftsteller († 1947)

- 05. Dezember: Doi Bansui, japanischer Dichter und Übersetzer († 1952)
- 13. Dezember: Emily Carr, kanadische Malerin und Schriftstellerin († 1945)

## Gestorben
- 11. Januar: Carl Weichselbaumer, deutscher Schriftsteller (* 1791)
- 14. Februar: Johann Friedrich Palm, deutscher Altphilologe und Lexikograf (* 1813)

- 28. März: Adalbert Heinrich Graf von Baudissin, deutscher Schriftsteller (* 1820)
- 15. April: Karl Benjamin Preusker, deutscher Archäologe, Bibliothekar und Gründer der ersten Volksbücherei Deutschlands (* 1786)

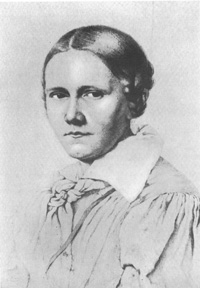
Elisabeth Grube

- 21. April: Elisabeth Grube, deutsche Dichterin und Schriftstellerin (* 1803)
- 01. Mai: Andreas Andresen, deutscher Kunstbuchautor (* 1828)
- 14. Mai: Agénor Étienne de Gasparin, französischer Publizist und Politiker (* 1810)
- 22. Mai: Friedrich Halm, österreichischer Dichter und Dramatiker (* 1806)

- 06. August: Miroslav Vilhar, slowenischer Autor, Komponist und Politiker (* 1818)
- 27. August: Paul de Kock, französischer Schriftsteller (* 1793)

- 13. September: Hermann Adalbert Daniel, deutscher geographischer Schriftsteller (* 1812)

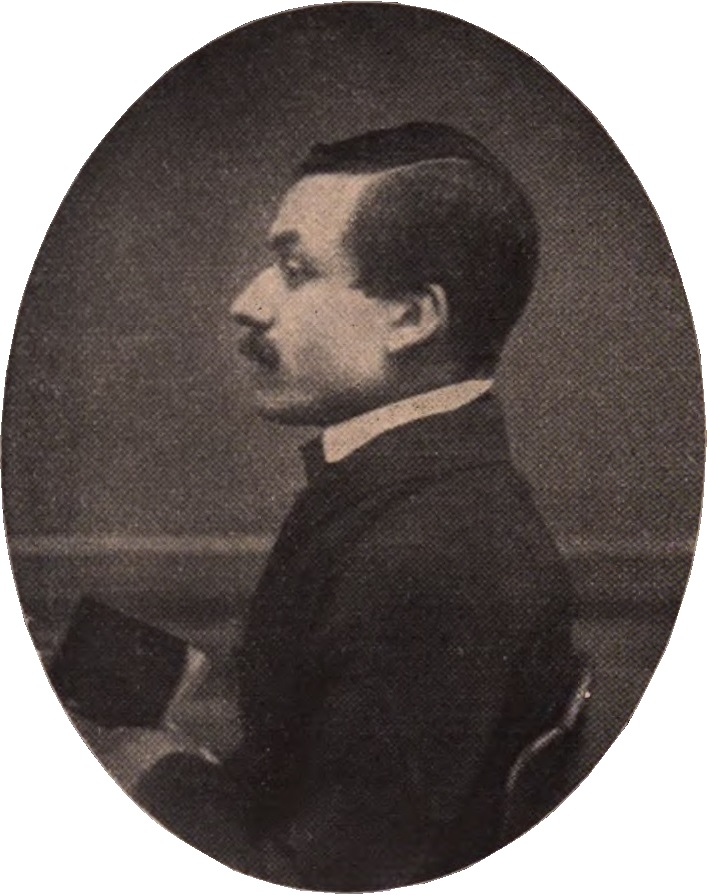
İbrahim Şinasi

- 13. September: Şinasi, osmanischer Dichter und Schriftsteller (* 1826)
- 05. Oktober: Alexander Nikolajewitsch Afanassjew, russischer Herausgeber und Märchenforscher (* 1826)

- 16. Dezember: Willibald Alexis, deutscher Schriftsteller und Dichter (* 1798)
- 17. Dezember: Henry Theodore Tuckerman, US-amerikanischer Schriftsteller (* 1813)
- 21. Dezember: Louise Aston, deutsche Schriftstellerin (* 1814)